# Miss video, un'inviata al College
Miss video, un'inviata al College è un film per la televisione del 1992 con protagonista Shannen Doherty.

## Trama
Lindsey vuole diventare una giornalista. Durante le sue indagini scopre un grande scandalo, che sembra coinvolgere anche Reinhardt, il candidato governatore. Ben presto lei e i suoi amici sono inseguiti da un pericoloso criminale per via di una videocassetta, la quale testimonia la colpevolezza del governatore. Riuscirà Lindsey Scott a sfuggire al killer che la vuole uccidere?